# Francisco Montes Cañadas
Francisco Montes Cañadas (San Isidro de Níjar, Almería, España, 1908-Cortijo del Fraile, Níjar, España, 1928).
Uno de los principales protagonistas del crimen de Níjar, más conocido como Leonardo en Bodas de Sangre de Federico García Lorca. Era el primo de Francisca Cañadas Morales y esta se encontraba enamorada de él desde pequeña. Justo el día de la boda con Casimiro Pérez Pino, Francisca se marchó con su primo a caballo, para evitar así su unión con Casimiro. Más tarde fueron encontrados por José Pérez, hermano de Casimiro y Carmen Cañadas, hermana de Francisca; matrimonio que se dirigía hacia la ceremonia, a unos tres km del Cortijo del Fraile. Francisco fue asesinado con tres disparos de revólver, presuntamente por José Pérez, mientras que Carmen intentó estrangular a su propia hermana. El caso no quedó esclarecido, ya que el asesino y su acompañante iban encapuchados y, aunque según Francisca, reconoció las voces de éstos, no quiso delatarlos.